# Tir (calendario persa)
Tir es el cuarto mes del calendario persa, vigente en Irán y Afganistán. Tiene una duración de 31 días, de los que el primero suele coincidir con el 22 de junio del calendario gregoriano, si bien la intercalación de un día cada cuatro años provoca variaciones de uno o dos días a este respecto. El 1 de tir de 1391 coincidió con el 21 de junio de 2012. Un año después, el 1 de tir de 1392 coincidirá con el 22 de junio de 2013. Tir comienza con el solsticio estival y es por tanto el primero de los tres meses de verano. Lo precede jordad y lo sigue mordad.
En Afganistán, tir recibe el nombre árabe de saratán (سرطان, Cáncer), término corriente también en la astrología tradicional del mundo islámico. Otros pueblos iranios que usan el calendario persa llaman a este mes pushper (پووشپەڕ, en kurdo), nuruze (نوروزه, en mazandaraní), changaj (چنګاښ, en pastún), etc.